# VIIIe législature d'Espagne
La VIIIe législature d'Espagne (en espagnol : viii legislatura de España) est un cycle parlementaire de quatre ans des Cortes Generales, ouvert le 2 avril 2004, à la suite des élections générales du 14 mars, et qui s'est terminé le 15 janvier 2008 à la suite de la dissolution des deux chambres par le roi Juan Carlos Ier en vue des élections générales anticipées du 9 mars 2008 pour la constitution de la IXe législature. Elle a été précédée de la VIIe législature.

## Répartition des forces politiques

### Congrès des députés

#### Groupes parlementaires
| Nom | Nom | Début | Fin | Porte-parole                                             |
| --- | --- | ----- | --- | -------------------------------------------------------- |
|     | Socialiste du Congrès Grupo Parlamentario Socialista del Congreso                                                        | 164   | 164 | Alfredo Pérez Rubalcaba Diego López Garrido (25/04/2006) |
|     | Populaire Grupo Parlamentario Popular en el Congreso                                                                     | 148   | 147 | Eduardo Zaplana                                          |
|     | Catalan (Convergence et Union) Grupo Parlamentario Catalán (Convergència i Unió)                                         | 10    | 10  | Josep Antoni Duran i Lleida                              |
|     | Gauche républicaine (ERC) Grupo Parlamentario de Esquerra Republicana (ERC)                                              | 8     | 8   | Joan Puigcercós Joan Tardà (16/11/2006)                  |
|     | Basque Grupo Parlamentario Vasco (EAJ-PNV)                                                                               | 7     | 7   | Josu Erkoreka                                            |
|     | Gauche unie–Initiative pour la Catalogne Les Verts Grupo Parlamentario de Izquierda Unida-Iniciativa per Catalunya Verds | 5     | 5   | Joan Herrera                                             |
|     | Coalition canarienne Grupo Parlamentario de Coalición Canaria                                                            | 3     | 0   | Paulino Rivero (jusqu'au 25/06/2007)                     |
|     | Non-inscrits Grupo Parlamentario mixto                                                                                   | 5     | 9   | Poste tournant                                           |

### Sénat

#### Groupes parlementaires
| Groupe parlementaire | Groupe parlementaire                                                                                     | Début | Fin | Porte-parole                                                                      |
| -------------------- | --- | ----- | --- | --------------------------------------------------------------------------------- |
|                      | Populaire au Sénat Grupo Parlamentario Popular en el Senado                                              | 126   | 123 | Pío García-Escudero                                                               |
|                      | Socialiste Grupo Parlamentario Socialista                                                                | 96    | 98  | Joan Lerma                                                                        |
|                      | Accord catalan de progrès Grupo Parlamentario Entesa Catalana de Progrés                                 | 16    | 16  | Ramón Aleu                                                                        |
|                      | Sénateurs nationalistes basques Grupo Parlamentario de Senadores Nacionalistas Vascos                    | 7     | 8   | Joseba Zubia                                                                      |
|                      | Catalan au Sénat de Convergence et Union Grupo Parlamentario Catalán en el Senado de Convergència i Unió | 6     | 6   | Pere Macias                                                                       |
|                      | Sénateurs de la Coalition canarienne Grupo Parlamentario de Senadores de Coalición Canaria               | 4     | 4   | José Mendoza Cabrera (jusqu'au 18/07/2007) Alfredo Belda (à partir du 20/07/2007) |
|                      | Non-inscrits Grupo Parlamentario mixto                                                                   | 4     | 4   | Poste tournant                                                                    |

## Bureaux des assemblées

### Congrès des députés
| Poste                    | Titulaire | Titulaire                                                                                   | Parti    | Circonscription     |
| ------------------------ | --------- | ------------------------------------------------------------------------------------------- | -------- | ------------------- |
| Président                |           | Manuel Marín                                                                                | PSOE     | Ciudad Real         |
| Première vice-présidente |           | Carme Chacón (jusqu'au 10/07/2007) Carmen Calvo (à partir du 26/07/2007)                    | PSC PSOE | Barcelone Cordoue   |
| Deuxième vice-président  |           | Jordi Vilajoana                                                                             | CiU      | Barcelone           |
| Troisième vice-président |           | Gabriel Cisneros (jusqu'au 27/07/2007) José Joaquín Martínez Sieso (à partir du 04/09/2007) | PP       | Saragosse Cantabrie |
| Quatrième vice-président |           | Ignacio Gil Lázaro                                                                          | PP       | Valence             |
| Premier secrétaire       |           | María Jesús Sáinz                                                                           | PP       | La Corogne          |
| Deuxième secrétaire      |           | Celia Villalobos                                                                            | PP       | Malaga              |
| Troisième secrétaire     |           | Javier Barrero                                                                              | PSOE     | Huelva              |
| Quatrième secrétaire     |           | Isaura Navarro                                                                              | IU       | Valence             |

### Sénat
| Poste                   | Titulaire | Titulaire            | Parti   | Circonscription  |
| ----------------------- | --------- | -------------------- | ------- | ---------------- |
| Président               |           | Javier Rojo          | PSOE    | Alava            |
| Premier vice-président  |           | Isidre Molas         | PSC     | Barcelone        |
| Deuxième vice-président |           | Juan José Lucas      | PP      | Castille-et-León |
| Première secrétaire     |           | Iñaki Anasagasti     | EAJ/PNV | Biscaye          |
| Deuxième secrétaire     |           | Jordi Casas          | CiU     | Catalogne        |
| Troisième secrétaire    |           | Damián Caneda        | PP      | Malaga           |
| Quatrième secrétaire    |           | José Manuel Barquero | PP      | Alava            |

## Gouvernement et opposition
| Statut              | Poste                     | Titulaire | Titulaire                                                |  |
| ------------------- | ------------------------- | --------- | -------------------------------------------------------- |  |
| Gouvernement : PSOE | Président du gouvernement |           | José Luis Rodríguez Zapatero                             |  |
| Gouvernement : PSOE | Ministre de la Présidence |           | María Teresa Fernández de la Vega Sanz                   |  |
| Gouvernement : PSOE | Porte-parole au Congrès   |           | Alfredo Pérez Rubalcaba Diego López Garrido (25/04/2006) |  |
| Gouvernement : PSOE | Porte-parole au Sénat     |           | Joan Lerma                                               |  |
|                     |                           |           |                                                          |  |
| Opposition : PP     | Président du PP           |           | Mariano Rajoy                                            |  |
| Opposition : PP     | Porte-parole au Congrès   |           | Eduardo Zaplana                                          |  |
| Opposition : PP     | Porte-parole au Sénat     |           | Pío García-Escudero                                      |  |

## Commissions parlementaires

### Congrès des députés
| Commission                                                | Président | Président                                                                              | Parti   | Circonscription |
| --------------------------------------------------------- | --------- | -------------------------------------------------------------------------------------- | ------- | --------------- |
| Commissions permanentes législatives                      |           |                                                                                        |         |                 |
| Constitutionnelle                                         |           | Alfonso Guerra                                                                         | PSOE    | Séville         |
| Affaires étrangères                                       |           | Josep Antoni Duran i Lleida                                                            | CiU     | Barcelone       |
| Justice                                                   |           | Álvaro Cuesta                                                                          | PSOE    | Asturies        |
| Intérieur                                                 |           | Carmen Hermosín                                                                        | PSOE    | Séville         |
| Défense                                                   |           | Joaquín Leguina                                                                        | PSOE    | Valence         |
| Économie et Finances                                      |           | Antonio Gutiérrez                                                                      | PSOE    | Madrid          |
| Budgets                                                   |           | Jesús Posada                                                                           | PP      | Soria           |
| Équipement et Logement                                    |           | Javier Torres Vela                                                                     | PSOE    | Grenade         |
| Éducation et Science                                      |           | Mercedes Cabrera (jusqu'au 26/04/2006) Ángel Martínez Sanjuán (à partir du 10/05/2006) | PSOE    | Madrid La Rioja |
| Travail et Affaires sociales                              |           | Carmen Marón Beltrán                                                                   | PSOE    | La Corogne      |
| Industrie, Tourisme et Commerce                           |           | Antonio Cuevas                                                                         | PSOE    | Séville         |
| Agriculture, Pêche et Alimentation                        |           | José Pliego                                                                            | PSOE    | Jaén            |
| Administrations publiques                                 |           | Román Rodríguez                                                                        | CC      | Las Palmas      |
| Culture                                                   |           | Clementina Díez de Baldeón                                                             | PSOE    | Ciudad Real     |
| Santé et Consommation                                     |           | Margarita Uría                                                                         | EAJ/PNV | Biscaye         |
| Environnement                                             |           | Joan Puigcercós (jusqu'au 16/11/2006) Rosa María Bonàs (à partir du 28/11/2006)        | ERC     | Barcelone       |
| Commissions permanentes non-législatives                  |           |                                                                                        |         |                 |
| Règlement                                                 |           | Manuel Marín                                                                           | PSOE    | Ciudad Real     |
| Statut du député                                          |           | Daniel Fernández González                                                              | PSC     | Barcelone       |
| Pétitions                                                 |           | Jordi Marsal                                                                           | PSC     | Barcelone       |
| Contrôle parlementaire de la radio-télévision publique    |           | Rogelio Baón (jusqu'au 06/03/2007)                                                     | PP      | Madrid          |
| Coopération internationale pour le développement          |           | Delia Blanco                                                                           | PSOE    | Madrid          |
| Consultative des nominations                              |           | Manuel Marín                                                                           | PSOE    | Ciudad Real     |
| Contrôle des crédits réservés                             |           | Manuel Marín                                                                           | PSOE    | Ciudad Real     |
| Commissions non-permanentes                               |           |                                                                                        |         |                 |
| Suivi et évaluation des accords du pacte de Tolède        |           | Juan Morano Masa                                                                       | PP      | León            |
| Sécurité routière et Prévention des accidents de la route |           | Jordi Jané                                                                             | CiU     | Barcelone       |
| Politiques d'intégration du handicap                      |           | Ciprià Ciscar                                                                          | PSOE    | Valence         |

### Sénat
| Commission                                          | Président | Président                                                                                       | Parti   | Circonscription                           |
| --------------------------------------------------- | --------- | ----------------------------------------------------------------------------------------------- | ------- | ----------------------------------------- |
| Commissions permanentes législatives                |           |                                                                                                 |         |                                           |
| Constitutionnelle                                   |           | Antonio García Miralles (jusqu'au 16/07/2007) Fernando López Carrasaco (à partir du 16/09/2007) | PSOE    | Communauté valencienne Castille-La Manche |
| Affaires étrangères et Coopération                  |           | Segundo Bru                                                                                     | PSOE    | Valence                                   |
| Justice                                             |           | María Antonia Martínez (jusqu'au 03/07/2007) José Ignacio Pérez Sáenz (à partir du 11/09/2007)  | PSOE    | Murcie La Rioja                           |
| Défense                                             |           | Jaime Blanco                                                                                    | PSOE    | Cantabrie                                 |
| Économie et Finances                                |           | Carles Gasòliba                                                                                 | CiU     | Barcelone                                 |
| Budgets                                             |           | Nicolás Fernández Cucurull                                                                      | PP      | Ceuta                                     |
| Intérieur                                           |           | Miguel Martínez Fernández                                                                       | PSOE    | León                                      |
| Équipement et Logement                              |           | Félix Ayala                                                                                     | CC      | El Hierro                                 |
| Éducation et Science                                |           | Antonia Aránega                                                                                 | PSOE    | Grenade                                   |
| Travail et Affaires sociales                        |           | Lentxu Rubial                                                                                   | PSOE    | Biscaye                                   |
| Industrie, Tourisme et Commerce                     |           | Xabier Albistur                                                                                 | EAJ/PNV | Guipuscoa                                 |
| Agriculture, Pêche et Alimentation                  |           | Eugenio Álvarez Gómez                                                                           | PSOE    | Badajoz                                   |
| Administrations publiques                           |           | Miguel Asension                                                                                 | PSOE    | Almería                                   |
| Culture                                             |           | María Isabel Flores                                                                             | PSOE    | Cordoue                                   |
| Santé et Consommation                               |           | Cristóbal López Carvajal                                                                        | PSOE    | Jaén                                      |
| Environnement                                       |           | José María Mur                                                                                  | PAR     | Aragon                                    |
| Entités locales                                     |           | Josep Esquerda                                                                                  | ERC     | Lérida                                    |
| Générale des communautés autonomes                  |           | Juan José Laborda                                                                               | PSOE    | Burgos                                    |
| Commissions permanentes non-législatives            |           |                                                                                                 |         |                                           |
| Règlement                                           |           | Rafael Simancas                                                                                 | PSOE    | Madrid                                    |
| Incompatibilités                                    |           | Rodolfo Ainsa                                                                                   | PP      | Huesca                                    |
| Réclamations                                        |           | Juan José Rodríguez Torres                                                                      | PSOE    | Huesca                                    |
| Pétitions                                           |           | Carlos Benet                                                                                    | PP      | Melilla                                   |
| Affaires latino-américaines                         |           | Luis Fraga Egusquiaguirre                                                                       | PP      | Guadalajara                               |
| Société de l'information et de la connaissance      |           | Jordi Guillot                                                                                   | ICV     | Barcelone                                 |
| Nominations                                         |           | Javier Rojo                                                                                     | PSOE    | Alava                                     |
| Recherche, Développement et Innovation (28/02/2002) |           | Carlos Chivite                                                                                  | PSOE    | Navarre                                   |

### Conjointes
| Commission                                                          | Président | Président                                                                     | Parti | Circonscription    | Chambre |
| ------------------------------------------------------------------- | --------- | ----------------------------------------------------------------------------- | ----- | ------------------ | ------- |
| Relations avec le Tribunal des comptes                              |           | Francesc Antich (jusqu'au 04/06/2007) Agustín Turiel (à partir du 26/06/2007) | PSOE  | Îles Baléares León | Congrès |
| Union européenne                                                    |           | Ana Palacio (jusqu'au 28/08/2006) Carlos Aragonés (à partir du 07/09/2006)    | PP    | Tolède Madrid      | Congrès |
| Relations avec le Défenseur du peuple                               |           | Agustí Cerdà                                                                  | ERC   | Barcelone          | Congrès |
| Droits des femmes et Égalité des chances                            |           | Carmen Alborch                                                                | PSOE  | Valence            | Congrès |
| Étude du problème des drogues                                       |           | Alfonso Perales (jusqu'au 24/12/2006) Lucila Corral (à partir du 06/02/2007)  | PSOE  | Cadix Madrid       | Congrès |
| Contrôle parlementaire de la radio-télévision publique (06/03/2007) |           | Rogelio Baón                                                                  | PP    | Madrid             | Congrès |